# Tetramolopium
Tetramolopium es un género de plantas con flores perteneciente a la familia  Asteraceae. Comprende 46 especies descritas y solo 37 aceptadas.

## Taxonomía
El género fue descrito por Christian Gottfried Daniel Nees von Esenbeck y publicado en Genera et Species Asterearum 202. 1832. 

## Especies seleccionadas
- Tetramolopium arenarium
- Tetramolopium capillare
- Tetramolopium conyzoides
- Tetramolopium filiforme
- Tetramolopium humile
- Tetramolopium lepidotum
- Tetramolopium remyi
- Tetramolopium rockii